# 10 dolog, amit utálok benned (televíziós sorozat)
A 10 dolog, amit utálok benned (eredeti címén 10 Things I Hate About You) amerikai televíziós filmsorozat. A forgatókönyvet Carter Covington, Karen McCullah Lutz és Kirsten Smith írta, Phil Traill, Henry Chan és Gil Junger rendezte, a zenéjét Richard Gibbs szerezte, a producer Shawn Wilt, Michael Platt és Barry Safchik. Az ABC Family Original Productions készítette, a Disney–ABC Domestic Television forgalmazta. Amerikában 2009. július 7. és 2010. május 24. között az ABC Family tűzet műsorra.

## Szereplők
| Szereplő         | Színész        | Magyar hang | Leírás |
| ---------------- | -------------- | ----------- | ------ |
| Patrick Verona   | Ethan Peck     |             |        |
| Kat Stratford    | Lindsey Shaw   |             |        |
| Bianca Stratford | Meaghan Martin |             |        |
| Cameron James    | Nicholas Braun |             |        |
| Chastity Church  | Dana Davis     |             |        |
| Walter Stratford | Larry Miller   |             |        |
| Joey Donner      | Chris Zylka    |             |        |
| Mandella         | Jolene Purdy   |             |        |